# Секступл (футбол)
Секступл (англ. Sextuple) — футбольный термин, означающий победу футбольного клуба в шести соревнованиях за один спортивный сезон или календарный год. В течение футбольного сезона клубы участвуют в национальных соревнованиях внутри страны (Бундеслига, Ла Лига, Английская Премьер-Лига, Серия А, Лига 1), международных турнирах в рамках своей ассоциации (Лига чемпионов УЕФА, Суперкубок УЕФА), а также в межконтинентальных соревнованиях (Клубный чемпионат мира, Межконтинентальный Кубок).
Победа в нескольких соревнованиях считается значительным и почётным достижением. Золотые «дубли» и «треблы» тоже ценятся в футбольной среде, но они случаются гораздо чаще, по сравнению с «секступлом». В 2010-х термины «квадрупл», «квинтупл», «секступл», «септупл», «октупл», «нонтупл» использовались для обозначения команд, выигравших за сезон или год четыре, пять, шесть, семь, восемь или девять трофеев.
Этот список ограничен клубами, которые выступают в высшем дивизионе своей системы лиг. Лишь только двум клубам удавалось добиться подобного достижения: испанской «Барселоне» в 2009 году и немецкой «Баварии» в 2020 году, соответственно.

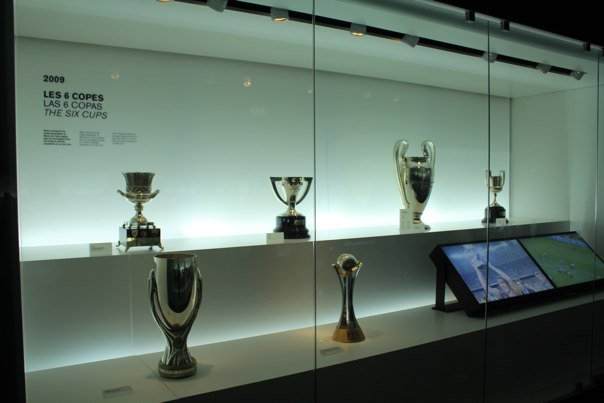
Шесть трофеев, завоеванных «Барселоной» в 2009 году, находятся в клубном музее на стадионе Камп Ноу.

## Секступл в европейском футболе
Секступл означает, что команда должна выиграть ровно шесть трофеев в течение календарного года или сезона. Главным условием является их соотнесение во времени.

### Национальные титулы
- Победа в национальном чемпионате
- Победа в национальном кубке
- Победа в национальном суперкубке или кубке лиги

### Международные титулы
- Победа в Лиге чемпионов УЕФА
- Победа в Суперкубке УЕФА
- Победа в Клубном чемпионате мира или Межконтинентальном Кубке

## Обладатели секступла

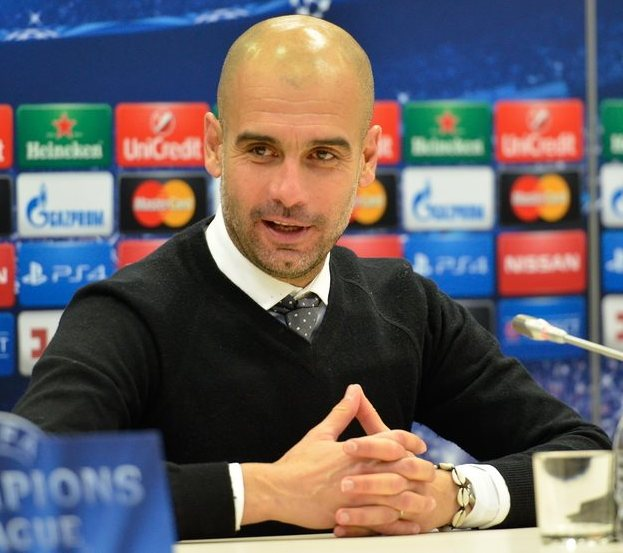
Хосеп Гвардиола, бывший тренер «Барселоны», который первым добился секступла в 2009 году.

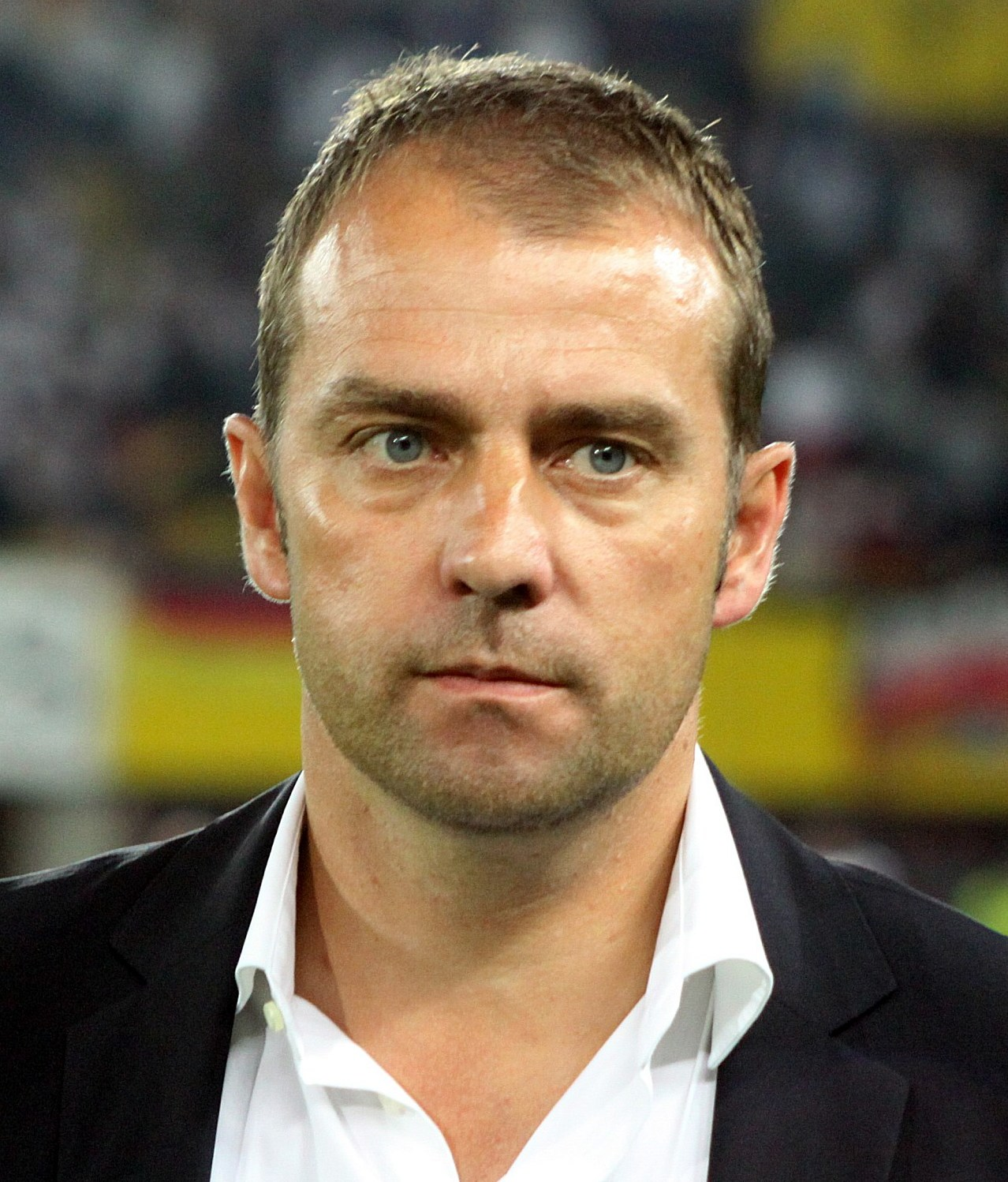
Ханс-Дитер Флик повторил достижение Гвардиолы в 2020 году с мюнхенской «Баварией».

### 2009:Барселона
| Год  | Турнир                 |
| ---- | ---------------------- |
| 2009 | Ла Лига                |
| 2009 | Кубок Испании          |
| 2009 | Суперкубок Испании     |
| 2009 | Лига чемпионов УЕФА    |
| 2009 | Суперкубок УЕФА        |
| 2009 | Клубный чемпионат мира |

### 2020:Бавария
| Год  | Турнир                 |
| ---- | ---------------------- |
| 2020 | Бундеслига             |
| 2020 | Кубок Германии         |
| 2020 | Суперкубок Германии    |
| 2020 | Лига чемпионов УЕФА    |
| 2020 | Суперкубок УЕФА        |
| 2020 | Клубный чемпионат мира |

## Сравнение трофеев
У обеих команд межконтинентальный «требл» состоит из Лиги Чемпионов УЕФА, Суперкубка УЕФА и Клубного чемпионата мира. Это связано с тем, что участвовать в завершающем турнире календарного года, Клубном чемпионате мира, от УЕФА может только победитель Лиги чемпионов этой конфедерации. Так, например, начиная с 2009 года, мадридский «Атлетико» трижды (2010, 2012 и 2018) побеждал в Лиге Европы и Суперкубке УЕФА, но оформить «секступл» по этой причине изначально не имел возможности, вне зависимости от успехов в турнирах внутри страны.
Помимо этого, для клубов из Англии и других стран, где есть кубки лиги, эти турниры равноценны по отношению к национальным кубкам. Исходя из этого, клубам из перечисленных стран предоставляется возможность выиграть семь трофеев за сезон. В Шотландии нет национального Суперкубка, поэтому Кубок Лиги вместе с Чемпионатом и Кубком страны также могут считаться за национальный «требл», открывающий дорогу к «секступлу».
| Команда   | Год  | Турнир           | Турнир         | Турнир              | Турнир              | Турнир          | Турнир                 |
| Команда   | Год  | Чемпионат страны | Кубок страны   | Суперкубок страны   | Лига Чемпионов УЕФА | Суперкубок УЕФА | Клубный чемпионат мира |
| --------- | ---- | ---------------- | -------------- | ------------------- | ------------------- | --------------- | ---------------------- |
| Барселона | 2009 | Ла Лига          | Кубок Испании  | Суперкубок Испании  | Лига чемпионов УЕФА | Суперкубок УЕФА | Клубный чемпионат мира |
| Бавария   | 2020 | Бундеслига       | Кубок Германии | Суперкубок Германии | Лига чемпионов УЕФА | Суперкубок УЕФА | Клубный чемпионат мира |

## Упущенные секступлы
Представленные ниже команды выиграли пять трофеев за календарный год, и имели возможность взять шестой титул (Манчестер Сити имел возможность взять 7 трофеев за один календарный год), но упустили её:
- 1995:  Аякс — выиграл Чемпионат и Суперкубок Нидерландов, Лигу чемпионов и Суперкубок УЕФА, а также Межконтинентальный кубок, но проиграл «Фейеноорду» в 1/4 финала Кубка Нидерландов.
- 2006:  Аль-Ахли — выиграл Чемпионат, Кубок и Суперкубок Египта, Лигу чемпионов и Суперкубок КАФ, но уступил в 1/2 финала Клубного чемпионата мира бразильскому «Интернасьоналу».
- 2010:  Интернационале — выиграл Чемпионат, Кубок и Суперкубок Италии, Лигу чемпионов УЕФА и Клубный чемпионат мира, но не смог одолеть испанский «Атлетико» из Мадрида в матче за Суперкубок УЕФА[5].
- 2011:  Барселона — выиграл Чемпионат и Суперкубок Испании, Лигу чемпионов и Суперкубок УЕФА, а также Клубный чемпионат мира, но потерпел поражение в финале Кубка Испании против мадридского «Реала»[6].
- 2013:  Бавария — выиграл Чемпионат и Кубок Германии, Лигу чемпионов и Суперкубок УЕФА, а также Клубный чемпионат мира, но не смог переиграть дортмундскую «Боруссию» в Суперкубке Германии[7].
- 2015:  Барселона — выиграл Чемпионат и Кубок Испании, Лигу чемпионов и Суперкубок УЕФА, а также Клубный чемпионат мира, но оступился в Суперкубке Испании с «Атлетик Бильбао»[8].
- 2017:  Реал Мадрид — выиграл Чемпионат и Суперкубок Испании, Лигу чемпионов и Суперкубок УЕФА, а также Клубный чемпионат мира, но в 1/4 финала Кубка Испании по сумме двух встреч, вылетел из турнира от «Сельты» из Виго[9].
- 2022:  Реал Мадрид — выиграл Чемпионат и Суперкубок Испании, Лигу чемпионов и Суперкубок УЕФА, а также Клубный чемпионат мира, но в 1/4 финала Кубка Испании, вылетел из турнира от «Атлетик Бильбао»[10].
- 2023:  Манчестер Сити — выиграл Чемпионат и Кубок Англии, Лигу Чемпионов и Суперкубок УЕФА, а также Клубный чемпионат мира, но в 1/4 финала Кубка Лиги вылетел из турнира от «Саутгемптона», а в Суперкубке Англии проиграл в серии пенальти лондонскому «Арсеналу»[11].
- 2024:  Реал Мадрид — выиграл Чемпионат и Суперкубок Испании, Лигу чемпионов и Суперкубок УЕФА, а также Межконтинентальный кубок, но в 1/8 финала Кубка Испании, вылетел из турнира от «Атлетико Мадрид»[12].

| Команда        | Год  | Турнир    | Турнир | Турнир     | Турнир      | Турнир      | Турнир                    | Турнир                    | Турнир                    |
| Команда        | Год  | Чемпионат | Кубок  | Суперкубок | ЛЧ УЕФА/КАФ | СК УЕФА/КАФ | Клубный ЧМ                | Межконтинентальный Кубок  | Кубок Лиги                |
| -------------- | ---- | --------- | ------ | ---------- | ----------- | ----------- | ------------------------- | ------------------------- | ------------------------- |
| Аякс           | 1995 |           | x      |            |             |             | Этот турнир не проводился |                           | Этот турнир не проводился |
| Аль-Ахли       | 2006 |           |        |            |             |             | x                         | Этот турнир не проводился | Этот турнир не проводился |
| Интер          | 2010 |           |        |            |             | x           |                           | Этот турнир не проводился | Этот турнир не проводился |
| Барселона      | 2011 |           | x      |            |             |             |                           | Этот турнир не проводился | Этот турнир не проводился |
| Бавария        | 2013 |           |        | x          |             |             |                           | Этот турнир не проводился | Этот турнир не проводился |
| Барселона      | 2015 |           |        | x          |             |             |                           | Этот турнир не проводился | Этот турнир не проводился |
| Реал Мадрид    | 2017 |           | x      |            |             |             |                           | Этот турнир не проводился | Этот турнир не проводился |
| Реал Мадрид    | 2022 |           | x      |            |             |             |                           | Этот турнир не проводился | Этот турнир не проводился |
| Манчестер Сити | 2023 |           |        | x          |             |             |                           | Этот турнир не проводился | x                         |
| Реал Мадрид    | 2024 |           | x      |            |             |             | Этот турнир не проводился |                           | Этот турнир не проводился |

Таким образом, все эти команды оформили «квинтупл». Пять случаев из десяти приходится на испанские клубы. В большинстве раз клубам для взятия шести трофеев за сезон не доставало именно национальных трофеев.